# برنامج مخصوص
البرنامج المخصوص (ويعرف أيضا بالبرنامج المعد بناء على طلب) هو برنامج تم تطويره خصيصا لأجل شركة أو مستخدم ما، ويمكن مقارنته تحديدا باستخدام حزم البرمجيات software packages الموجهة للسوق العام mass market - مثل البرمجيات التجارية الجاهزة commercial off-the-shelf software – أو البرمجيات الحرة free software.
يمكن عمل البرمجيات المخصوصة من خلال مجموعة من المطورين تعمل بداخل المؤسسة نفسها أو عن طريق تفويض شركة برمجيات أو مطور برمجيات مستقل للقيام بهذا.
حيث أن البرنامج المخصوص يتم عمله خصيصا لعميل واحد فبإمكانه أن يستوعب تفضيلات وتوقعات هذا العميل. يمكن أن تنقسم عملية تصميم البرنامج إلى عدد من المراحل تنتهي الواحدة تلو الأخرى مما يتيح الكشف عن كل التفاصيل الدقيقة والمخاطر الخفية المحتملة ومن ضمنها أي شيء لم يرد ذكره في مواصفات البرنامج. المرحلة الأولى بالذات في عملية تطوير البرنامج قد ترتبط بالعديد من الأقسام مثل التسويق والهندسة والبحث والتطوير والإدارة العامة.
عادة ما تستخدم الشركات الضخمة البرامج المخصوصة في المهام الحرجة مثل إدارة المحتوى أو إدارة المخزون أو إدارة العملاء أو إدارة الموارد البشرية أو غيرها لتلبية احتياجات لا تستطيع الحزم البرمجية الجاهزة تلبيتها. هذه البرامج غالبا برامج موروثة تم تطويرها قبل أن تتواجد الحزم البرمجية الجاهزة التي تقدم نفس الخدمات.